# Grünlicher Wassermolch
Der Grünliche Wassermolch (Notophthalmus viridescens) ist eine Amphibienart aus der Familie der Echten Salamander (Salamandridae). Er ist der häufigste in Nordamerika vorkommende Schwanzlurch.

## Merkmale

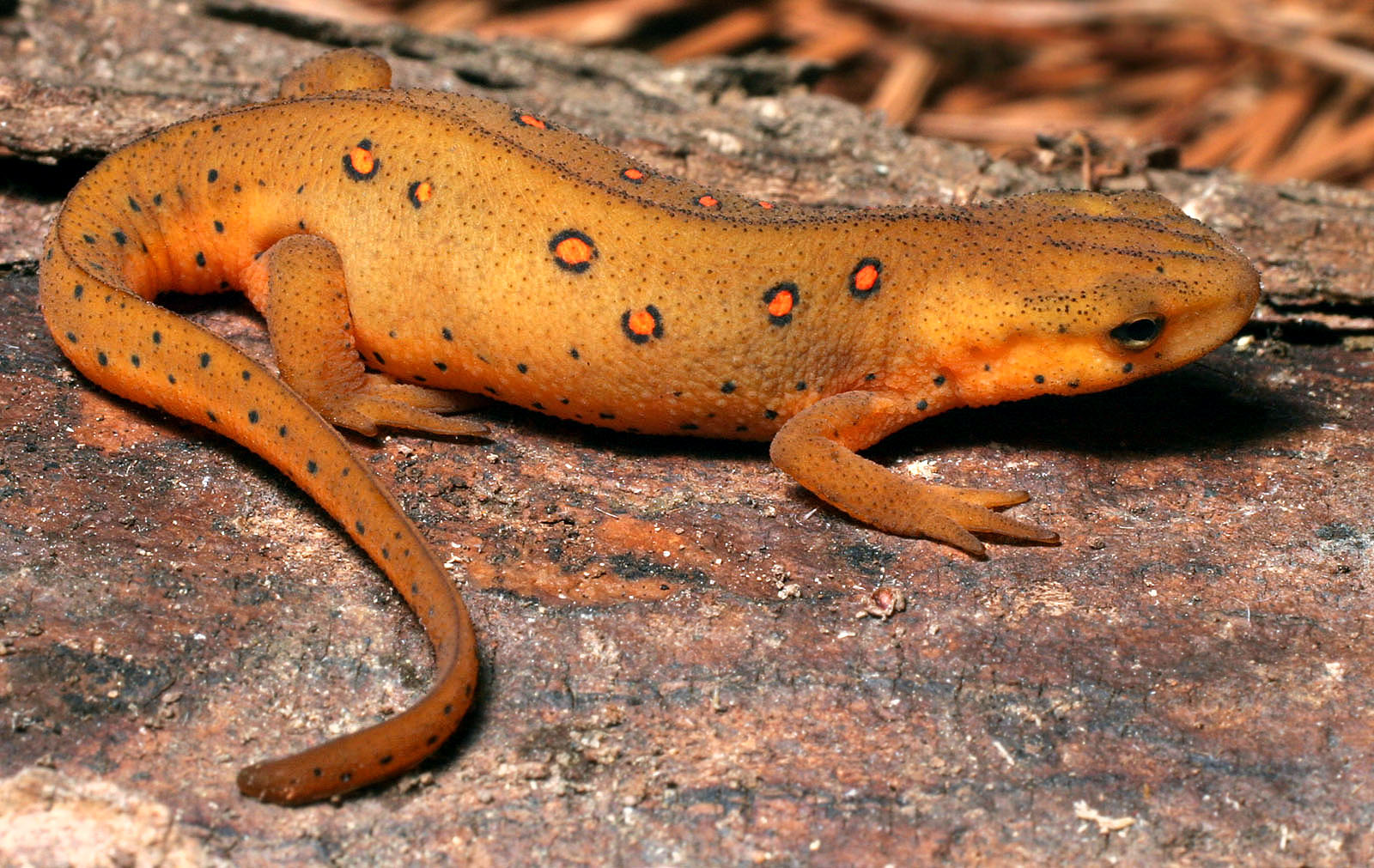
Grünlicher Wassermolch (Notophthalmus viridescens viridescens), Eft mit rötlicher Färbung vor der Geschlechtsreife

### Adulttiere nach Erreichen der Geschlechtsreife
Der Grünliche Wassermolch erreicht im Adultstadium eine Länge von 5,7–12,2 cm (maximal bis 14 cm). Die Oberseite des „Erwachsenenkleides“ ist olivgrün bis gelb-braun oder oliv-braun bis dunkel grünlich-braun bis fast schwarz gefärbt und mit kleinen schwarzen Flecken durchsetzt, die auf dem Schwanz größer werden. An den Flanken können, je nach Unterart, rote, schwarz umrandete Punkte oder unterbrochene Streifen vorhanden sein. Die Bauchseite ist gelblich mit schwarzen Flecken. Zur Paarungszeit hat das Männchen einen verbreiterten Schwanzsaum, eine stärker gewölbte Kloake und schwarze Brunftschwielen an der Innenseite der Hinterbeine.

### Jungtiere vor Erreichen der Geschlechtsreife
Die Jungtiere („Red Eft“ oder kurz „Eft“) vor Erreichen der Geschlechtsreife werden 3,5–8,6 cm lang. Sie sind orange-rot bis hell bräunlich gefärbt, kurz nach der Metamorphose gelblich-braun bis blass rötlich-braun. Jungtiere kurz vor Erreichen der Geschlechtsreife sind häufig sehr dunkel bis fast schwarz. Je nach Unterart können rote, schwarz umrandete Punkte oder rötliche Streifen auftreten.

### Larven
Wie bei allen Schwanzlurchen tragen die Larven des Grünlichen Wassermolchs externe Kiemenbüschel. Der Körper ist nicht wie bei Kaulquappen vom Schwanz abgesetzt, sondern geht allmählich in diesen über. Die Haut ist grau bis gelblich und kann zuweilen bereits rötliche Flecken aufweisen. Der Kopf ist klein, mit einer mehr oder weniger spitz zulaufenden Schnauze und zeigt einen charakteristischen dunklen Streifen der längs über die Augen verläuft.

## Forschungsgeschichte
Die Art wurde erstmals 1820 durch Constantine S. Rafinesque-Schmaltz beschrieben. Rafinesque hatte jedoch noch nicht erkannt, dass es sich bei Jungtier und Adultstadium um ein und dieselbe Art handelte und beschrieb zwei unterschiedliche Arten, die er sogar verschiedenen Untergattungen zuordnete (Triturus (Diemictylus) viridescens = Adult und Triturus (Notophthalmus) miniatus = Eft). Spencer Fullerton Baird stellte 1850 beide Entwicklungsstadien, noch als jeweils eigenständige Art, in eine gemeinsame Gattung Notophthalmus.
Obwohl von anderen bereits früher vermutet, konnte erst Edward Drinker Cope 1889 den Zusammenhang zwischen Adulttier und Eft endgültig klären. Cope hatte in seiner Beschreibung, die Bezeichnung Diemyctylus viridescens gewählt. Da Baird jedoch zuvor bereits die gültige Gattung Notophthalmus aufgestellt hatte, wird heute die Kombination Notophthalmus viridescens bevorzugt.

## Unterarten und Verbreitung
Man unterscheidet vier Unterarten:

Verbreitungsgebiet des Grünlichen Wassermolchs

- Notophthalmus viridescens viridescens („red-spotted newt“): Südosten Kanadas (Ontario, Québec) und Nordosten der USA (im Süden bis Alabama, Georgia und South Carolina und im Westen bis Michigan, Indiana, Kentucky und Tennessee);[8] Typisches Erkennungsmerkmal sind die roten, schwarz umrandeten Flecken.[9]
- Notophthalmus viridescens louisianensis („central newt“): Im Westen bis Texas und Oklahoma, im Süden bis zum Golf von Mexiko;[8] Unterscheidet sich von N. v. viridescens durch die unterbrochenen, schwarz umrandeten, roten Streifen.[9]
- Notophthalmus viridescens dorsalis („broken-striped newt“): Küstenregionen von North- und South Carolina;[8] Der Rücken beim Adulttier ist olivgrün, rote Flecken fehlen oder sind sehr klein.[9]
- Notophthalmus viridescens piaropicola („peninsula newt“): Florida;[8] Der Rücken beim Adulttier ist dunkelbraun bis schwarz, rote Flecken fehlen.[9]

## Lebensweise
Grünliche Wassermolche können in freier Wildbahn bis zu 12–15 Jahre alt werden und durchlaufen in dieser Zeit 4 Entwicklungsstadien.

### Embryonalstadium

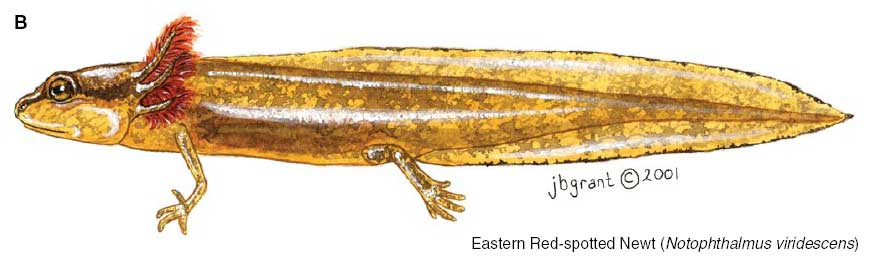
Larve mit externen Kiemenbüscheln und bereits entwickelten Gliedmaßen

Das Weibchen legen ihre befruchteten Eier aquatisch im Frühling meist einzeln an die Blättchen von Wasserpflanzen, verrottendes Laub oder anderen Detritus und umwickeln sie sorgfältig damit. Jedes Weibchen legt mehrere Eier pro Tag und die Eiablage kann sich über mehrere Wochen hinziehen. Die gesamte Gelegegröße pro Weibchen und Brutsaison liegt bei 200–375 Eiern. Die einzelnen Eier haben einen Durchmesser von etwa 1,5 mm. Die Larven schlüpfen innerhalb von etwa 20–35 Tagen.

### Larvenstadium
Beim Schlüpfen sind die Larven etwa 7–9 mm lang. Sie ernähren sich hauptsächlich von kleinen Wirbellosen wie Flohkrebsen, Zuckmückenlarven und Wasserflöhen. Im Verlauf von zwei bis fünf Monaten entwickeln die aquatischen Larven zunächst die Vorderbeine und schließlich auch die hinteren Gliedmaßen. Ab einer Länge von 3,5–3,8 cm erfolgt die Metamorphose zum landlebenden Eft.

### Eft-Stadium
Efts sind terrestrisch und halten sich bevorzugt am Waldboden, insbesondere von Laub- und Mischwäldern auf. Sie ernähren sich hauptsächlich von Gliederfüßern und kleinen Schnecken. Im Alter von 3–7 Jahren, nach anderen Angaben auch 2–8 Jahren, durchlaufen Efts eine weitere Metamorphose, werden zum geschlechtsreifen Adulttier und kehren zu einer aquatischen Lebensweise zurück. Die Jungtiere sind bei feuchtem Wetter und in der Nacht aktiv und verkriechen sich bei Trockenheit und im Winter unter dem Laub am Waldboden, in verrottenden Baumstümpfen oder unter liegendem Totholz.

### Adultstadium und Paarung

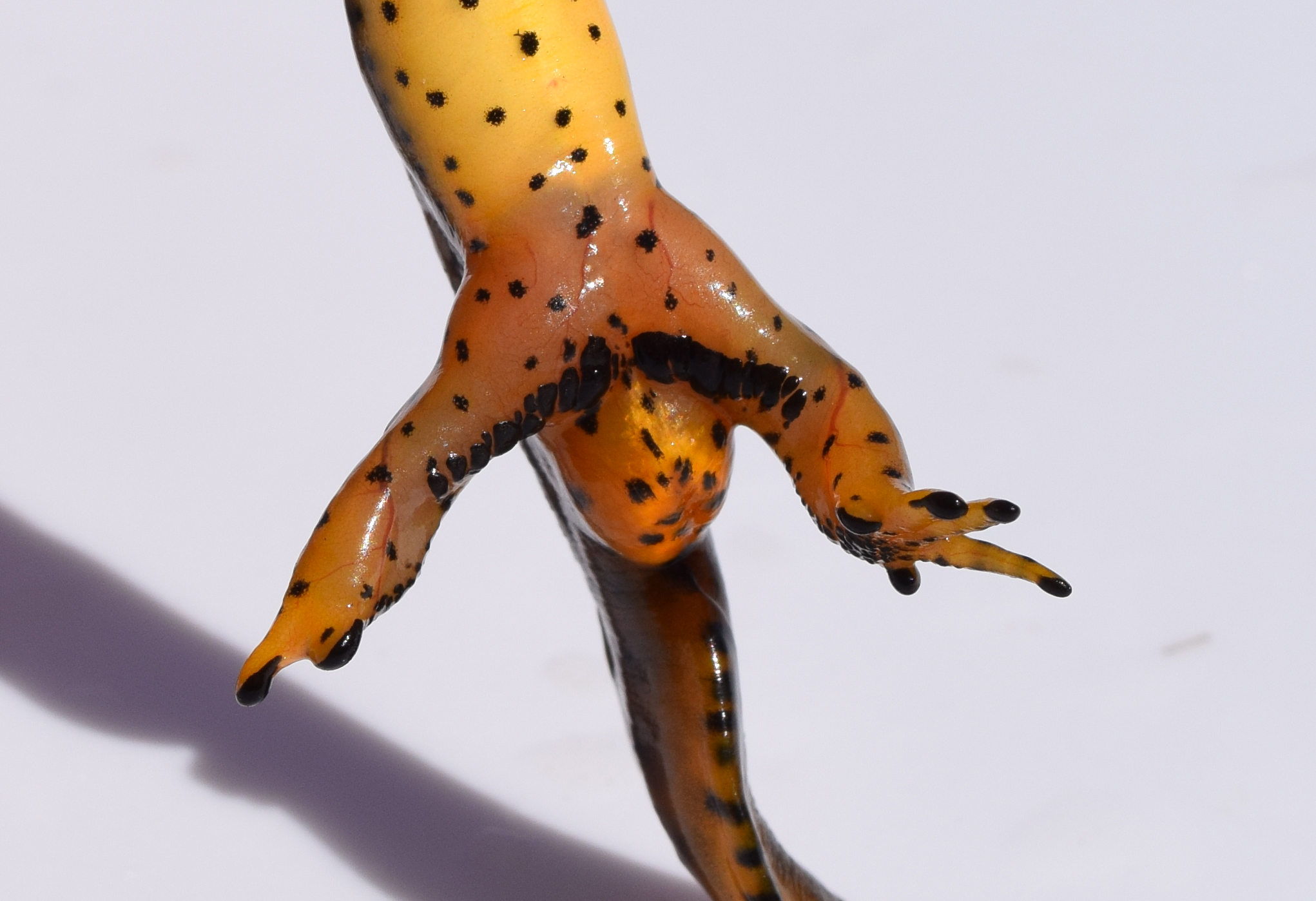
Paarungsbereites Männchen mit angeschwollener Kloake und schwarzen Brunftschwielen an der Innenseite der Hinterbeine

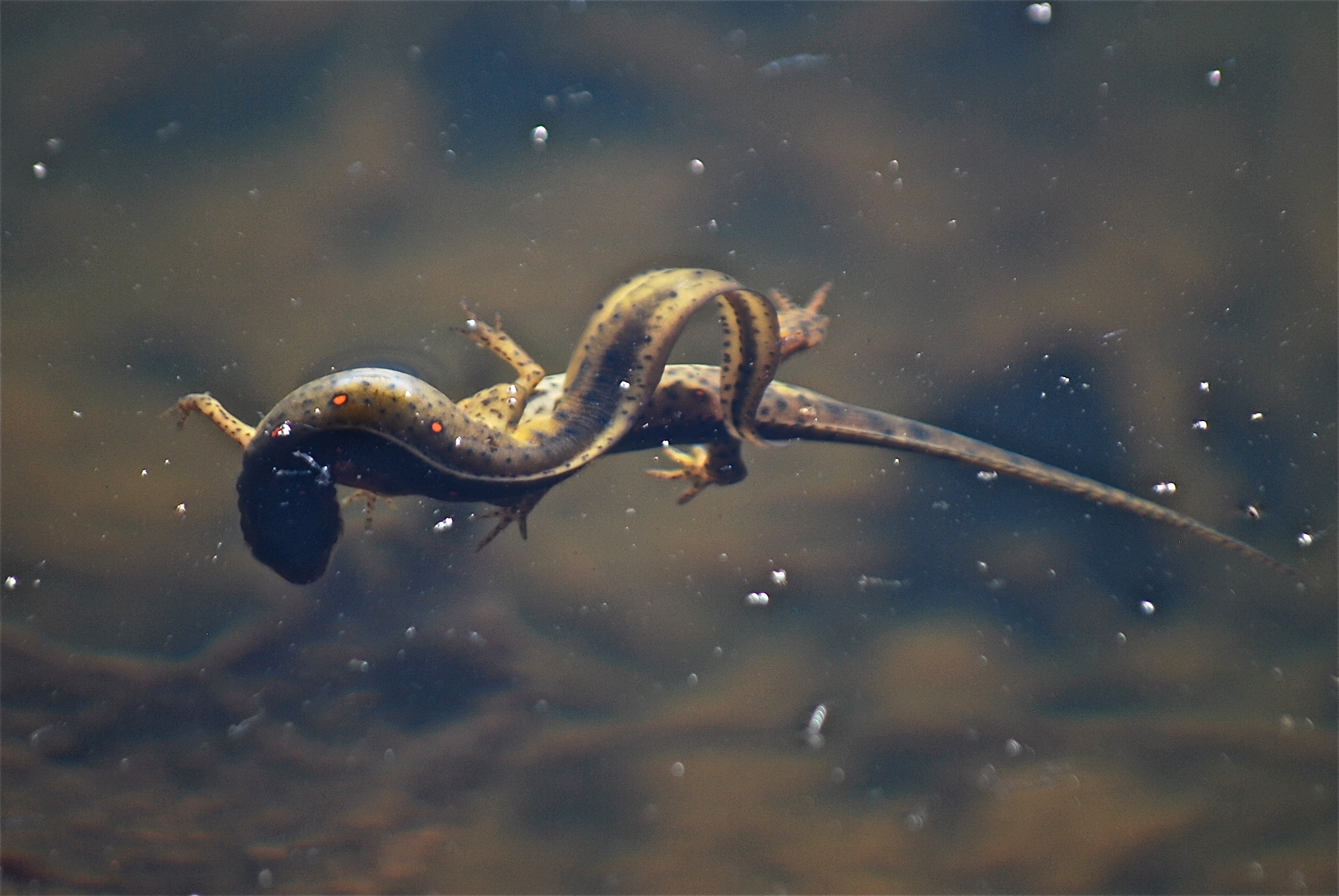
Amplexus beim Grünlichen Wassermolch

Adulttiere leben aquatisch in kleinen Seen, Teichen und Tümpeln oder in Stillwasserbereichen von Fließgewässern. Sie behalten die aquatische Lebensweise entweder permanent bei oder kehren, jahreszeitlich bedingt, kurzfristig zu einer terrestrischen Lebensweise zurück. Die Weibchen zeigen dabei ein ausgeprägteres Wanderverhalten und verlassen die Laichgewässer zuweilen ein ganzes Jahr lang ohne sich zu paaren. Wandernde Männchen, die an Land überwintern oder Trockenperioden überdauern, finden sich hingegen in der Regel spätestens zu Beginn der Paarungszeit wieder in den Laichgewässern ein. Das Beutespektrum der Adulttiere umfasst Wasserflöhe, im Wasser lebende Insekten, Weichtiere, Wenigborster und Egel, gelegentlich auch kleine Fische und Fischlaich sowie den Laich und die Larven von Amphibien, wobei auch die Larven der eigenen Art nicht verschmäht werden.
Die Paarung findet in krautreichen Stillgewässern statt. Die Paarungszeit beginnt bei einigen Populationen, die nicht an Land überwintern, bereits im Herbst und zieht sich über den ganzen Winter bis zur Eiablage im Frühjahr. Das Paarungsverhalten des Grünlichen Wassermolchs ist komplex und kann zwei unterschiedlichen Abläufen folgen. Im einen Fall präsentiert sich das Männchen dem Weibchen mit schlängelnden Bewegungen („Hula“) und fordert sie dazu auf seinen Schwanz anzustupsen. Reagiert das Weibchen entsprechend darauf, legt das Männchen ein Samenpaket ab. Das Weibchen nimmt das Samenpaket auf und speichert es in ihrer Spermatheca für eine spätere Befruchtung ihrer Eizellen. In diesem Fall kommt es bei der Paarung zu keinem Amplexus. Häufiger erfolgt die Paarung allerdings im Zuge eines Amplexus. Dabei umklammert das Männchen den Körper des Weibchens mit seinen Hinterbeinen und berührt sie mit seiner Schnauze. In diesem Fall kann sich der Amplexus über mehrere Stunden hinziehen, bevor sich das Männchen wieder vom Weibchen löst und sein Samenpaket abgibt.
Dieser 4-teilige Lebenszyklus läuft nicht zwingend bei allen Unterarten vollständig ab. Notophthalmus viridescens viridescens durchläuft stets ein
terrestrisches Eft-Stadium. Bei Notophthalmus viridescens louisianensis und Notophthalmus viridescens dorsalis bildet sich nur dann ein Eft aus, wenn ihre Gewässer auszutrocknen drohen. Ansonsten bildet sich aus der Larve direkt ein geschlechtsreifes Adulttier oder die Larve wird ohne vollständige Metamorphose, unter Beibehaltung von Larvenmerkmalen wie etwa den externen Kiemenbüscheln, geschlechtsreif (Pädomorphose). In solchen Fällen kann die Geschlechtsreife bereits 5–7 Monate nach dem Schlüpfen der Larven erreicht werden. Notophthalmus viridescens piaropicola wird in der Regel bereits im Larvenstadium geschlechtsreif (Pädomorphose); Efts sind bekannt aber sehr selten.

## Toxinologie

Tetrodotoxin

Die Haut von Efts und Adulttieren kann das Nervengift Tetrodotoxin („TTX“) enthalten. Das Gift ist allerdings nicht universell in allen Tieren in gleichem Maße vorhanden. Bei einzelnen Populationen lässt es sich überhaupt nicht nachweisen. Wenn vorhanden, ist die Konzentration bei Efts um bis das 10fache höher als bei Adulttieren. Die Herkunft des Nervengiftes ist unklar, da es jedoch nicht in allen Populationen auftritt, wird vermutet, dass es nicht von den Molchen selbst gebildet, sondern entweder von symbiotischen Bakterien produziert oder mit der Nahrung aufgenommen und in der Haut gespeichert wird.

## Bestand
Die IUCN listet den Grünlichen Wassermolch als nicht gefährdet („least concern“). Als potentielle Bedrohungen werden Straßen als Hindernis bei Wanderbewegungen und die Einführung des Blauen Sonnenbarsches (Lepomis macrochirus) in Gewässer, in denen er ursprünglich nicht heimisch war, genannt. Der Bestand wird allgemein jedoch als stabil gewertet.